# Heinrich Lorenz (Politiker, 1870)
Heinrich Lorenz (* 7. November 1870 in Liekwegen; † 3. Februar 1947 in Stadthagen) war ein sozialdemokratischer Politiker und stand während der Weimarer Republik mehrere Male der Landesregierung von Schaumburg-Lippe vor.

## Leben
Heinrich Lorenz wurde in Liekwegen (heute Gemeinde Nienstädt) geboren und arbeitete bis 1901 als Glasmacher. Er trat 1889 der SPD bei und war 1892 Mitbegründer der Partei in Stadthagen. Seit 1901 betrieb er dort ein Gasthaus. Dieses wurde eines der wichtigen Kommunikationszentren der Partei in der Stadt. Zwischen 1907 und 1918 war Lorenz Stadtverordneter. Danach war er bis 1931 im Vorsitzender der Stadtverordnetenversammlung (Worthalter) in Stadthagen.
Bereits ab 1906 gehörte er anfangs als einziger Sozialdemokrat dem Landtag von Schaumburg-Lippe an. Dieses Mandat behielt er ununterbrochen bis 1922. Nach einigen Jahren Unterbrechung gehörte er dem Landtag erneut von 1925 bis 1927 sowie im Jahr 1928 und 1931 an. Verschiedene Bewerbungen um ein Reichstagsmandat zwischen 1919 und 1930 blieben erfolglos.
In der Novemberrevolution war Heinrich Lorenz Vorsitzender des Volks- und Soldatenrates von Stadthagen, einige Zeit später von ganz Schaumburg-Lippe. Anfangs war er gegen die Abdankung des Fürsten, beugte sich aber schließlich einem entsprechenden Druck aus Bielefeld dem regionalen Zentrum der SPD. Fürst Adolf II. zu Schaumburg-Lippe verzichtete am 15. November 1918 als einer der letzten verbliebenen Monarchen in Deutschland auf seinen Thron. Die Regierung wurde für den  „Bundesstaat Schaumburg-Lippe bis zur endgültigen Neuregelung der Verhältnisse durch den Arbeiter- und Soldatenrat in Bückeburg übernommen“.
Zwischen Dezember 1918 und März 1919 war Lorenz Vorsitzender des Landesrates, das heißt der Landesregierung von Schaumburg-Lippe mit Sitz in Bückeburg. Er saß dabei einer Koalition von SPD und DDP vor. Danach gehörte er nebenamtlich der Landesregierung an. Seit 1927 war er „Staatsrat“ (beamteter Vorsitzender der Landesregierung, entsprach der Funktion eines Ministerpräsidenten) von Schaumburg-Lippe. Diese Regierung stützte sich auf eine sozialliberale Koalition. Nach den Neuwahlen 1928 wurde die SPD mit über 49 % die Mehrheit, aber Lorenz bildete eine Regierung unter Einschluss von DDP und DNVP. Auch nach den Wahlen von 1931 blieb die SPD mit über 44 % deutlich stärker als die NSDAP (26,9 %). Lorenz bildete eine Regierung mit Rudolf Bretthauer von der DDP, die sich inzwischen in Deutsche Staatspartei umbenannt hatte. Nach der Machtergreifung der Nationalsozialisten trat diese Regierung am 7. März 1933 unter Protest zurück, ihre Funktionen wurden vom Reichsstatthalter von Lippe und Schaumburg-Lippe, Alfred Meyer, übernommen.
Nach der Befreiung gehörte Lorenz von 1945 bis 1946 der ernannten Landesregierung von Schaumburg-Lippe an.
In Stadthagen wurde die Staatsrat-Lorenz-Straße nach ihm benannt.